# Parc national de Mukurthi
Le parc national de Mukurthi (en anglais : Mukurthi National Park, en tamoul : முக்கூர்த்தி தேசியப் பூங்கா) est une aire protégée située dans l'ouest de l'État du Tamil Nadu en Inde. Adossé à la frontière avec le Kerala dans le district des Nilgiris, ce lieu protégé culmine en moyenne à 2 400 m d'altitude, ce qui fait de lui un des parcs nationaux les plus hauts de toute l'Inde du Sud et le plus élevé du Tamil Nadu.
Il est entièrement consacré à la préservation de l'écosystème montagneux des Ghats occidentaux et en particulier l'environnement de haute montagne dans le massif des Nilgiris, où les prairies de montagne et les bois shola qui abondaient autrefois ont pour la plupart disparu au profit des plantations. La réserve est également un habitat protégé pour les bouquetins des Nilgiris, un ongulé endémique qui est l'animal officiel de l'État du Tamil Nadu.

## Histoire
Les lieux furent pendant des millénaires le cadre de vie des Todas, un peuple de montagnards natif des Nilgiris, qui faisaient paître leurs troupeaux de buffles et de moutons dans les prairies et y recueillaient du bois de chauffe.
C'est au début du 19e siècle que les Britanniques fraîchement arrivés dans la région en villégiature, se mettent à introduire abondamment des espèces végétales étrangères et à faire des parties de chasses. Par la suite, la zone est devenue un corridor commercial important entre Madras et la côte de Malabar, avec l'édification d'une route en 1832 entre Calicut et Ooty via le col de Sispara. Cette piste qui serpentait au cœur de l'actuel parc national permettait les échanges de marchandises telles que le thé, le sel, le tabac et le cannabis.
Mis en danger par plusieurs décennies d'expansion des plantations sylvicoles, le territoire de Mukurthi est déclaré réserve faunique le 3 août 1982 puis déclaré parc national le 15 octobre 1990 avec pour but de protéger l'habitat du bouquetin.

## Faune et flore
La faune et la flore locale sont remarquables pour leur lien étroit avec les espèces des montagnes de l'Himalaya, localisé à plus de 2 000 km au nord, cette dispersion ayant été possible grâce aux diverses périodes de glaciations qui ont fourni un corridor entre ces deux régions. Le framboisier, le mûrier et le rhododendron sont trois espèces notables originaires de milieu tempéré qui n'existent nulle part ailleurs en Inde péninsulaire mais qui sont communes dans les montagnes du nord du pays.

## Tourisme
Le parc classé au patrimoine mondial sous le site Ghâts Occidentaux, accueille les visiteurs dont l'accès est autorisé seulement par consentement préalable par l'office des forêts, le trekking est le principal mode de visite. Des refuges existent dans l'enceinte du sanctuaire, les plus importants étant ceux de Bangitappal, Avalanche et Pykara. Le bivouac/camping sauvage est également possible.